# Harmatitis sphecopa
Harmatitis sphecopa är en fjärilsart som beskrevs av Edward Meyrick 1910. Harmatitis sphecopa ingår i släktet Harmatitis och familjen stävmalar. Inga underarter finns listade i Catalogue of Life.